# Denise McCluggage

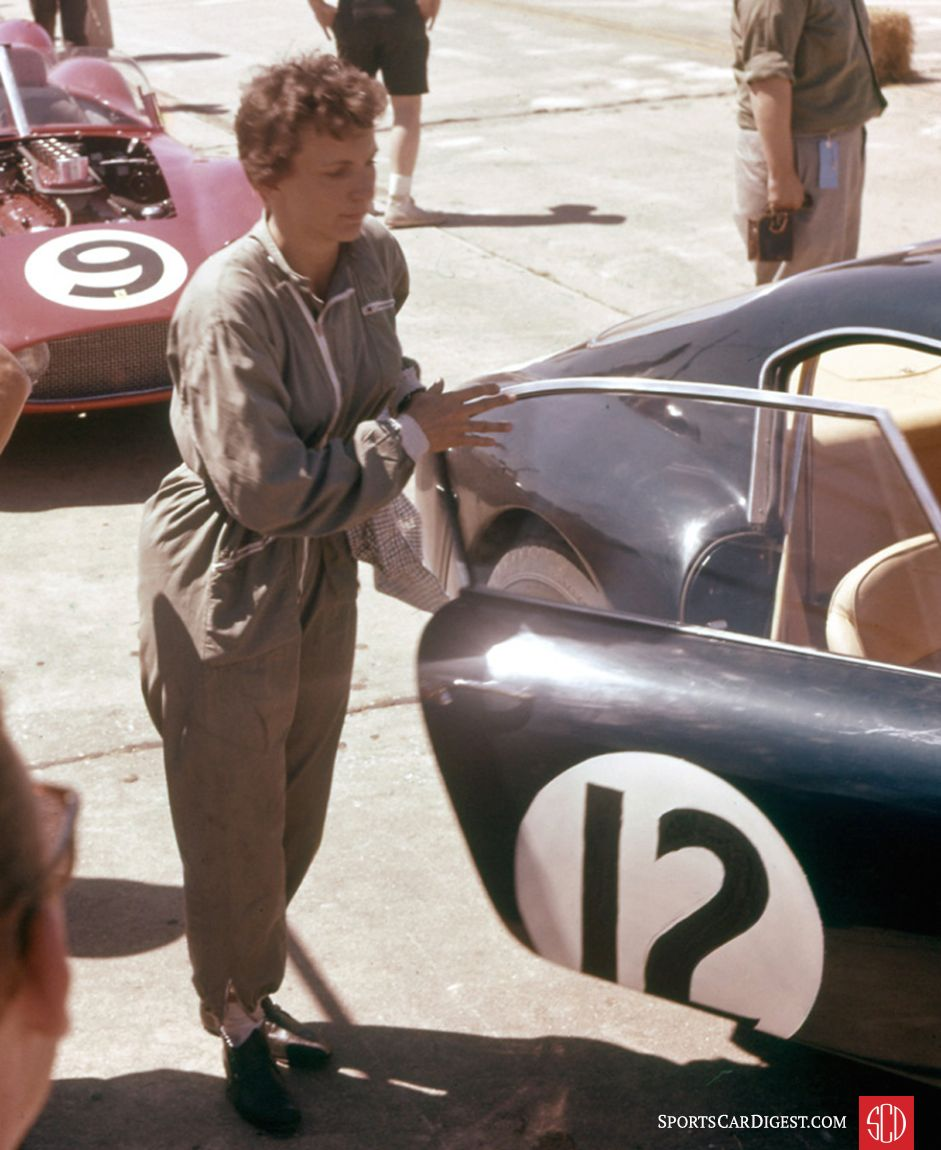
Denise McCluaggage 1961 in Sebring

Denise McCluggage (* 20. Januar 1927 in El Dorado, Kansas; † 6. Mai 2015 in Santa Fe, New Mexico) war eine US-amerikanische Automobilrennfahrerin, Journalistin und Fotografin.

## Karriere
McCluggage kam in ihrem Leben früh mit dem Motorsport in Berührung. Ihre Kindheit verbrachte sie in Kansas und besuchte dann das Mills College an der San Francisco Bay. Ihren ersten Zeitungsjob hatte sie beim San Francisco Chronicle.
Über einen Freund kam sie in Kontakt mit einem örtlichen MG-Händler und kaufte sich dort ihren ersten Sportwagen. Bei kleinen Clubveranstaltungen fuhr sie ihre ersten Autorennen. 1954 ging sie nach New York, um bei der New York Herald Tribune als Sportjournalistin zu arbeiten. Der MG wurde gegen einen Jaguar XK 140 getauscht und sie begann auf professionellerer Basis Rennen zu fahren.
McCluggage war Pionierin der Gleichberechtigung in den USA, sowohl im Motorsport als auch im Journalismus. In beiden Welten bekam sie es mit einer reinen Männergesellschaft zu tun, die Frauen sehr gerne als Beiwerk ihrer eigenen Tätigkeit verstand. Durch Einsatz und Kampfgeist gelang es ihr, sich rasch einen Namen zu machen. Sie fuhr ab Mitte der 1950er-Jahre alle großen Straßenrennen und verschaffte sich rasch Respekt bei ihren männlichen Kollegen. Ihr Markenzeichen war der weiße Helm mit den roten Punkten. In den 1960er-Jahren kam sie auch nach Europa, bestritt das 1000-km-Rennen auf dem Nürburgring und nahm an der Rallye Monte Carlo teil. Sie fuhr mit Porsches, Maseratis und Rennfahrzeugen vieler Marken. Oft bildete sie mit ihrer Landsfrau Pinkie Rollo ein reines Damenteam. Die beiden Damen waren in der zweiten Hälfte der 1960er-Jahre immer wieder für das North American Racing Team am Start.
Ende der 1960er-Jahre beendete sie ihre Rennkarriere und wurde Herausgeberin der großen US-amerikanischen Autozeitschrift AutoWeek.

## Ehrungen
- Aufnahme in die Automotive Hall of Fame (2001)

## Statistik

### Sebring-Ergebnisse
| Jahr | Team                         | Fahrzeug                      | Teamkollege         | Teamkollege         | Teamkollege       | Platzierung | Ausfallgrund    |
| ---- | ---------------------------- | ----------------------------- | ------------------- | ------------------- | ----------------- | ----------- | --------------- |
| 1958 | Alfred Momo                  | Fiat-Abarth 750 Zagato        | Ruth Levy           |                     |                   | Ausfall     | Getriebeschaden |
| 1959 | Alejandro de Tomaso          | Osca S750                     | Isabelle Haskell    | Alejandro de Tomaso | Ricardo Rodríguez | Rang 18     |                 |
| 1960 | Camoradi USA                 | Osca 187S                     | Pinkie Rollo        |                     |                   | Ausfall     | Ölverlust       |
| 1961 | Denise McCluggage            | Ferrari 250 GT SWB            | Allen Eager         |                     |                   | Rang 10     |                 |
| 1962 | North American Racing Team   | Osca S1000                    | Allen Eager         |                     |                   | Ausfall     | Unfall          |
| 1963 | Ecurie Safety Fast           | MGB                           | Christabel Carlisle |                     |                   | Ausfall     | Lagerschaden    |
| 1967 | Northern Vermont Racing Team | Ferrari 275 GTB/4 NART Spyder | Pinkie Rollo        |                     |                   | Rang 17     |                 |

### Einzelergebnisse in der Sportwagen-Weltmeisterschaft
| Saison | Team                         | Rennwagen            | 1   | 2   | 3   | 4   | 5   | 6   | 7   | 8   | 9   | 10  | 11  | 12  | 13  | 14  | 15  | 16  | 17  | 18  | 19  | 20  | 21  | 22  |
| ------ | ---------------------------- | -------------------- | --- | --- | --- | --- | --- | --- | --- | --- | --- | --- | --- | --- | --- | --- | --- | --- | --- | --- | --- | --- | --- | --- |
| 1957   | Denise McCluggage            | Porsche 550          | BUA | SEB | MIM | NÜR | LEM | KRI | CAR |     |     |     |     |     |     |     |     |     |     |     |     |     |     |     |
| 1957   | Denise McCluggage            | Porsche 550          |     |     |     | 13  |     |     |     |     |     |     |     |     |     |     |     |     |     |     |     |     |     |     |
| 1958   | Alfred Momo                  | Fiat-Abarth 750      | BUA | SEB | TAR | NÜR | LEM | RTT |     |     |     |     |     |     |     |     |     |     |     |     |     |     |     |     |
| 1958   | Alfred Momo                  | Fiat-Abarth 750      | DNF |     |     |     |     |     |     |     |     |     |     |     |     |     |     |     |     |     |     |     |     |     |
| 1959   | Alejandro de Tomaso          | Osca S750 Osca S1500 | SEB | TAR | NÜR | LEM | RTT |     |     |     |     |     |     |     |     |     |     |     |     |     |     |     |     |     |
| 1959   | Alejandro de Tomaso          | Osca S750 Osca S1500 | 18  |     | DNF |     |     |     |     |     |     |     |     |     |     |     |     |     |     |     |     |     |     |     |
| 1960   | Camoradi Racing              | Osca 187S            | BUA | SEB | TAR | NÜR | LEM |     |     |     |     |     |     |     |     |     |     |     |     |     |     |     |     |     |
| 1960   | Camoradi Racing              | Osca 187S            | DNF |     |     |     |     |     |     |     |     |     |     |     |     |     |     |     |     |     |     |     |     |     |
| 1961   | Denise McCluggage            | Ferrari 250 GT       | SEB | TAR | NÜR | LEM | PES |     |     |     |     |     |     |     |     |     |     |     |     |     |     |     |     |     |
| 1961   | Denise McCluggage            | Ferrari 250 GT       | 10  |     | DNF |     |     |     |     |     |     |     |     |     |     |     |     |     |     |     |     |     |     |     |
| 1962   | North American Racing Team   | Osca S1000           | DAY | SEB | SEB | MAI | TAR | BER | NÜR | LEM | TAV | CCA | RTT | NÜR | BRI | BRI | PAR |     |     |     |     |     |     |     |
| 1962   | North American Racing Team   | Osca S1000           |     |     | DNF |     |     |     |     |     |     |     |     |     |     | DNF |     |     |     |     |     |     |     |     |
| 1963   | Ecurie Safety Fast           | MGB Mini             | DAY | SEB | SEB | TAR | SPA | MAI | NÜR | CON | ROS | LEM | MON | WIS | TAV | FRE | CCE | RTT | OVI | NÜR | MON | MON | TDF | BRI |
| 1963   | Ecurie Safety Fast           | MGB Mini             |     |     | DNF |     |     |     |     |     |     |     |     |     |     |     |     |     |     |     |     |     | DNF |     |
| 1967   | Northern Vermont Racing Team | Ferrari 275 GTB      | DAY | SEB | MON | SPA | TAR | NÜR | LEM | HOK | MUG | BRH | CCE | ZEL | OVI | NÜR |     |     |     |     |     |     |     |     |
| 1967   | Northern Vermont Racing Team | Ferrari 275 GTB      | 17  |     |     |     |     |     |     |     |     |     |     |     |     |     |     |     |     |     |     |     |     |     |